# Rio Lajeado
O rio Lajeado é um curso de água que banha o estado do Paraná. 